# Тояма Коїті
Тояма Коіті (яп. 外山恒一, нар. 26 липня 1970) — японський вуличний музи́ка, лівий політичний маргінал. «Фашист» і «революціонер» за самоокресленням. Перебув в ув'язненні. Балотуючись у 2007 році на посаду мера Токіо, він посів восьме місце серед чотирнадцяти кандидатів, набравши 15092 голоси (0,27 % від загальної кількості). Його ексцентрична передвиборча промова зажила йому чималої популярності в Інтернеті.